# Madone
Madone – miejscowość i gmina we Włoszech, w regionie Lombardia, w prowincji Bergamo.
Według danych na styczeń 2009 gminę zamieszkiwało 3999 osób przy gęstości zaludnienia 1342 os./1 km².